# Zběhnutí
Zběhnutím se voják vyhýbá výkonu své služby a řádnému plnění vojenských povinností. V českém trestním právu je vyjádřeno pojmem svémocné vzdálení v § 115 trestního zákoníku. Podle něj se svémocně vzdaluje ten voják, který nenastoupí v určeném čase k výkonu služby nebo se z jejího výkonu bez dovolení vzdaluje, případně je od místa jejího výkonu v důsledku vývoje bojové situace odloučen a pak se nepřihlásí svým nadřízeným.
Zběhem může být jen voják a konkrétně může spáchat např. tyto trestné činy:
- zběhnutí (§ 386 TrZ) – svémocně se vzdaluje v úmyslu vyhnout se vojenské službě
- svémocné odloučení (§ 387 TrZ) – nedostaví se včas k odjezdu nebo odletu vojenského transportu nebo se na delší dobu svémocně vzdaluje
- nesplnění bojového úkolu (§ 395 TrZ) – pachatel se za bojové situace bez dovolení vzdálí z místa výkonu služby, vyhne se splnění bojového úkolu nebo odepře použít zbraň

Pokud by se voják místo zběhnutí z místa výkonu své služby ze zbabělosti nebo malomyslnosti vzdal do zajetí, šlo by o trestný čin zbabělost před nepřítelem.